# Keleti főcsoport (NBA)
Az NBA-ben a Keleti főcsoport az összesen 30 csapatból 15-öt magába foglaló szervezeti egység, amely 3 kisebb csoportra (Atlanti, Központi és Délkeleti) oszlik, melyek 5-5 csapatból állnak.
A három csoportgyőztest és az alapszakaszban elért legjobb eredménnyel rendelkező nem csoportgyőztes csapatot 1-től 4-ig, a maradék 11 csapatból pedig a legjobb négyet 5-től 8-ig rangsorolják az NBA-rájátszásra. Így nyílik lehetőség arra, hogy például a második helyre sorolt csapat nem biztos, hogy megnyerte a csoportját. A rájátszásban a rangsor szerinti első helyezett a nyolcadikkal, a második a hetedikkel, a harmadik a hatodikkal, valamint a negyedik az ötödikkel mérkőzik meg, ahol 7 meccsből 4-et kell megnyerni a továbbjutáshoz. A rájátszásban a hazai pálya előnyét (tehát hogy ki játszik többet otthon) az elért eredmények, nem pedig a rangsorolás alapján döntik el. Tehát ha a negyedik és az ötödik helyezett csapat találkozik a rájátszási sorozatban, ahol az ötödik helyezettnek jobb eredményei vannak, akkor az a csapat kaphatja meg a hazai előnyt.
Az oka ennek a felosztásnak az, hogy egy nem csoportgyőztesnek lehetnek jobb eredményei, mint a másik két csoport győzteseinek. Ha a három csoportgyőztest sorolnák be az első három helyre, a nem csoportgyőzteseket pedig négytől kilencig, lehetséges lenne, hogy a főcsoport két legjobbja játsszon egymással a főcsoport elődöntőjében. Ez meg is történt a 2006-os NBA-rájátszásban, a Nyugati főcsoportban, amikor a két legjobb csapat, a San Antonio Spurs és a Dallas Mavericks (mindkettő a Délnyugati csoportból) egymás ellen játszotta a főcsoport elődöntőjét, míg a harmadik kiemelt Denver Nuggetsnek (az Északnyugati csoport győztese) kevesebb győzelme volt, mint a 4., 5., 6. és 7. kiemeltnek. Az NBA céljául tűzte ki és helyeselte a jelenlegi rendszert, amelyben biztosítva van, hogy a két legeredményesebb csapat nem találkozhat a főcsoport-döntő előtt.
A Keleti Főcsoport rájátszása két körre van osztva, és a Főcsoport-döntők az NBA-rájátszás után eldöntik, hogy melyik két csapat játssza az NBA-döntőt, ahol eldől a bajnoki cím sorsa. Minden rájátszás mérkőzés legfeljebb hét meccsből áll, amíg az egyik csapat négy győzelmet nem arat.
A jelenlegi csoportbeli felosztást a 2004–05-ös szezon kezdete óta alkalmazzák, amikor a Charlotte Bobcats elkezdett játszani, mint az NBA 30. csapata. Emiatt kellett a New Orleans Hornetsnek a Központi csoportból az újonnan létrehozott Nyugati főcsoportban lévő Délnyugati csoportba mennie.

## Csapatok

### Jelenlegi felosztás
| Atlanti csoport - Boston Celtics - Brooklyn Nets - New York Knicks - Philadelphia 76ers - Toronto Raptors | Központi csoport - Chicago Bulls - Cleveland Cavaliers - Detroit Pistons - Indiana Pacers - Milwaukee Bucks | Délkeleti csoport - Atlanta Hawks - Charlotte Hornets - Miami Heat - Orlando Magic - Washington Wizards |

### Korábbi csapatok
Megszűnt csapatok
- Providence Steamrollers
- Toronto Huskies

A Nyugati főcsoportba áthelyezett csapatok
- Cincinnati Royals
- Houston Rockets
- New Orleans/Charlotte Hornets
- Utah/New Orleans Jazz
- San Antonio Spurs
- Golden State/Philadelphia Warriors

## A Keleti főcsoport győztesei
| - 1947: Philadelphia Warriors - 1948: Philadelphia Warriors - 1949: Washington Capitols - 1950: Syracuse Nationals - 1951: New York Knicks - 1952: New York Knicks - 1953: New York Knicks - 1954: Syracuse Nationals - 1955: Syracuse Nationals - 1956: Philadelphia Warriors - 1957: Boston Celtics - 1958: Boston Celtics - 1959: Boston Celtics - 1960: Boston Celtics - 1961: Boston Celtics - 1962: Boston Celtics - 1963: Boston Celtics - 1964: Boston Celtics - 1965: Boston Celtics - 1966: Boston Celtics - 1967: Philadelphia 76ers - 1968: Boston Celtics - 1969: Boston Celtics - 1970: New York Knicks - 1971: Baltimore Bullets - 1972: New York Knicks | - 1973: New York Knicks - 1974: Boston Celtics - 1975: Washington Bullets - 1976: Boston Celtics - 1977: Philadelphia 76ers - 1978: Washington Bullets - 1979: Washington Bullets - 1980: Philadelphia 76ers - 1981: Boston Celtics - 1982: Philadelphia 76ers - 1983: Philadelphia 76ers - 1984: Boston Celtics - 1985: Boston Celtics - 1986: Boston Celtics - 1987: Boston Celtics - 1988: Detroit Pistons - 1989: Detroit Pistons - 1990: Detroit Pistons - 1991: Chicago Bulls - 1992: Chicago Bulls - 1993: Chicago Bulls - 1994: New York Knicks - 1995: Orlando Magic - 1996: Chicago Bulls - 1997: Chicago Bulls - 1998: Chicago Bulls | - 1999: New York Knicks - 2000: Indiana Pacers - 2001: Philadelphia 76ers - 2002: New Jersey Nets - 2003: New Jersey Nets - 2004: Detroit Pistons - 2005: Detroit Pistons - 2006: Miami Heat - 2007: Cleveland Cavaliers - 2008: Boston Celtics - 2009: Orlando Magic - 2010: Boston Celtics - 2011: Miami Heat - 2012: Miami Heat - 2013: Miami Heat - 2014: Miami Heat - 2015: Cleveland Cavaliers - 2016: Cleveland Cavaliers - 2017: Cleveland Cavaliers - 2018: Cleveland Cavaliers - 2019: Toronto Raptors - 2020: Miami Heat - 2021: Milwaukee Bucks - 2022: Boston Celtics - 2023: Miami Heat - 2024: Boston Celtics - 2025: Indiana Pacers |

Megjegyzés: a félkövérrel írt csapatok bajnokok lettek az adott évben.

## Keleti főcsoport-győzelmek
- 22: Boston Celtics
- 9: Philadelphia 76ers/Syracuse Nationals
- 8: New York Knicks
- 7: Miami Heat
- 6: Chicago Bulls
- 5: Detroit Pistons
- 5: Cleveland Cavaliers
- 4: Washington/Baltimore Bullets
- 3: Philadelphia Warriors
- 2: New Jersey/Brooklyn Nets
- 2: Indiana Pacers
- 2: Orlando Magic
- 1: Washington Capitols
- 1: Toronto Raptors
- 1: Milwaukee Bucks